# Rosny-sur-Seine
Rosny-sur-Seine là một xã thuộc tỉnh Yvelines, trong vùng Île-de-France, Pháp, có cự ly khoảng 13 km về phía tây của Mantes-la-Jolie.
Rosny-sur-Seine nằm ở tây bắc Yvelines, có cự ly 60 km về phía tây của Paris, trong thung lũng Seine, ở tả ngạn.
Các xã giáp ranh là: Mantes-la-Jolie và Buchelay về phía đông, de Rolleboise về phía bắc, de Bonnières-sur-Seine về phía tây et de Saint-Illiers-la-Ville và Perdreauville về phía nam.

## Biến động dân số
| 1793 | 1800 | 1806 | 1821 | 1831 | 1836 | 1841 | 1846 | 1851 |
| ---- | ---- | ---- | ---- | ---- | ---- | ---- | ---- | ---- |
| 656  | 589  | 571  | 584  | 710  | 682  | 674  | 714  | 661  |

| 1856 | 1861 | 1866 | 1872 | 1876 | 1881 | 1886 | 1891 | 1896 |
| ---- | ---- | ---- | ---- | ---- | ---- | ---- | ---- | ---- |
| 706  | 703  | 721  | 708  | 675  | 667  | 791  | 745  | 833  |

| 1901 | 1906 | 1911 | 1921 | 1926 | 1931  | 1936  | 1946  | 1954  |
| ---- | ---- | ---- | ---- | ---- | ----- | ----- | ----- | ----- |
| 911  | 829  | 946  | 937  | 993  | 1 067 | 1 036 | 1 189 | 1 343 |

| 1962                                         | 1968  | 1975  | 1982  | 1990  | 1999  | - | - | - |
| -------------------------------------------- | ----- | ----- | ----- | ----- | ----- | - | - | - |
| 1 560                                        | 2 796 | 3 541 | 3 932 | 4 606 | 4 758 | - | - | - |
| Số liệu kể từ 1962 : dân số không tính trùng |       |       |       |       |       |   |   |   |

## Hành chính
Hội đồng đô thị bao gồm 26 ủy viên, trong đó có 8 là phó thị trưởng phân bổ theo số dân.
| Danh sách các thị trưởng               |           |                             |      |         |
| Giai đoạn                              | Giai đoạn | Tên                         | Đảng | Tư cách |
| 2001                                   | 2008      | Françoise Descamps-Crosnier | PS   |         |
| 2008                                   | 2014      | Françoise Descamps-Crosnier | PS   |         |
| Tất cả các dữ liệu trước đây không rõ. |           |                             |      |         |